# Paulipalpus zentae
Paulipalpus zentae är en tvåvingeart som beskrevs av Barraclough 1992. Paulipalpus zentae ingår i släktet Paulipalpus och familjen parasitflugor. Inga underarter finns listade i Catalogue of Life.